# 青雲閣 (臺北市)
青雲閣（英文：QYG Art）是位於台灣臺北市萬華區的文化藝術空間。

## 名稱

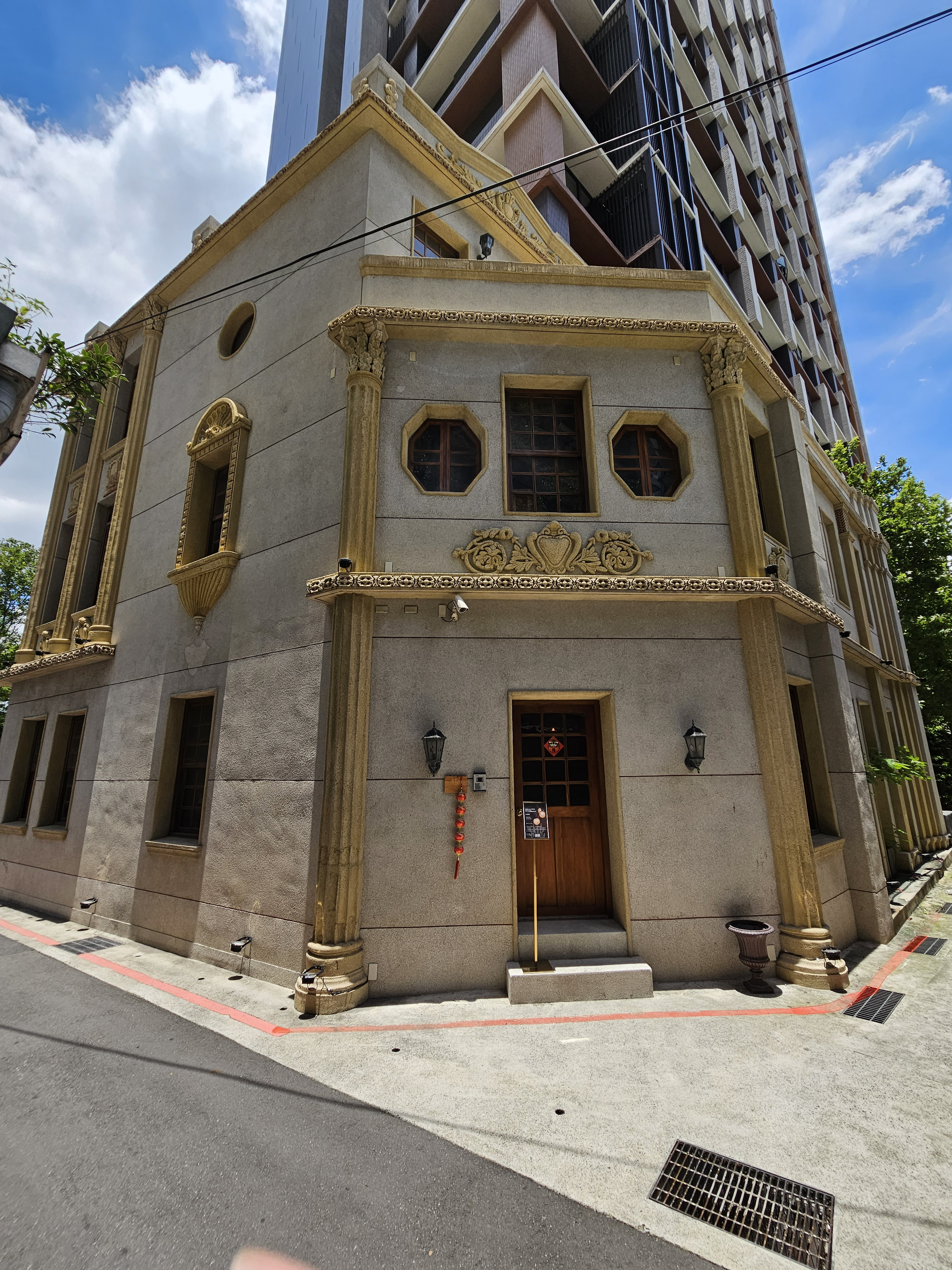
重建後的青雲閣

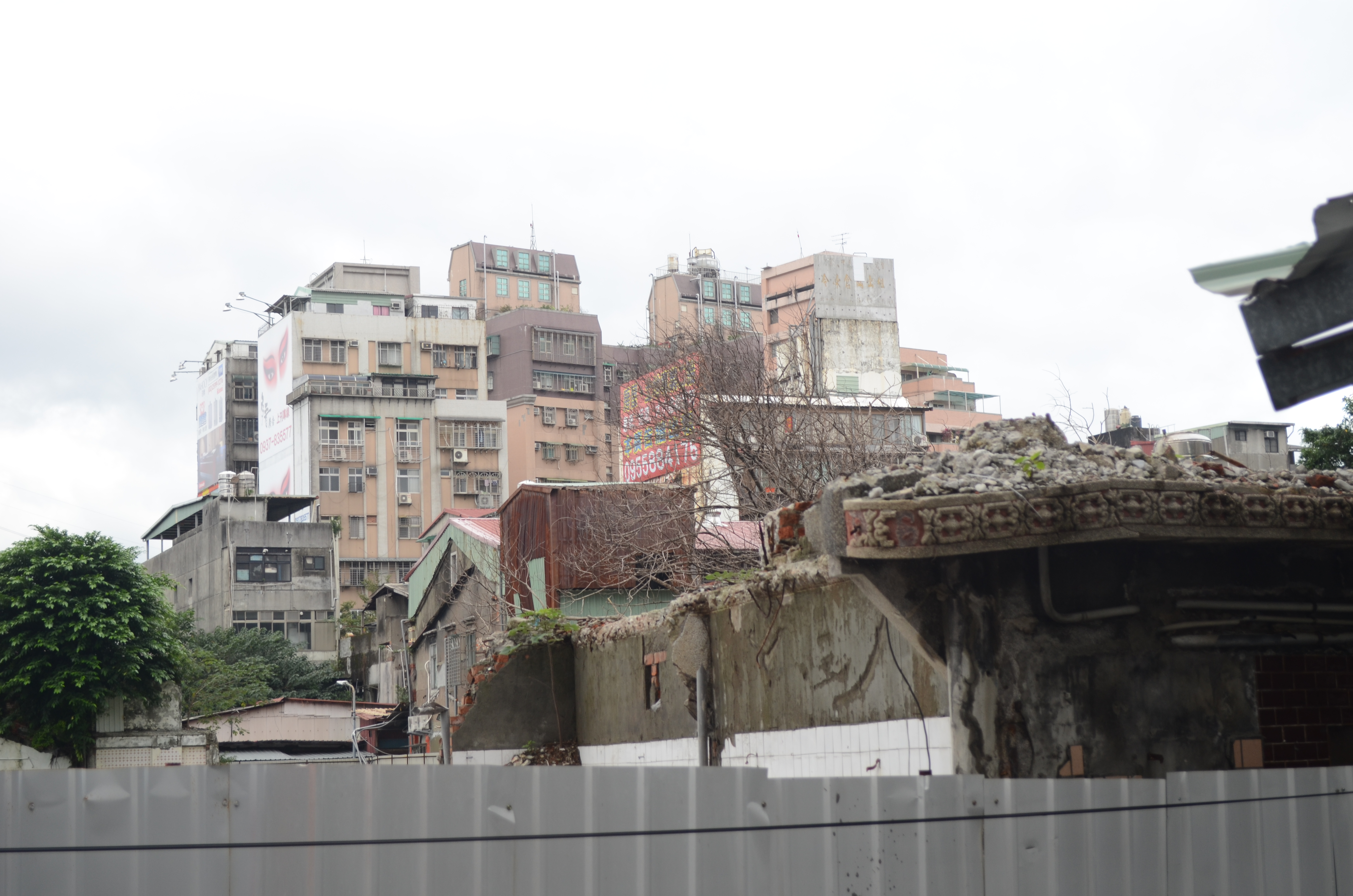
遭到破壞的青雲閣

青雲閣又稱和泉樓、醉花園，從日治時代開始使用過不同的名稱，2014年被臺北市指定為歷史建築「青雲閣」。

## 歷史
2014年以前本建築曾被嚴重毀損。 2014年起， 此建築耗資3000萬元復建並轉化為當地的一個藝術文化空間繼續使用。

## 建築
本建築樓高三層。目前使用的代表標誌是由董陽孜題寫的「青雲閣」書法。

## 脚注
1. ↑  臺北市政府文化局. . 臺北市政府文化局 (國家文化資產網). 2014-11-06  [2014-11-06]. （原始内容存档于2018-01-02） （中文（臺灣））.
2. ↑  Huang, Tzu-ti. . Taiwan News (台灣英文新聞). 2022-10-22  [22 October 2022]. （原始内容存档于2023-03-08） （中文（臺灣））.

## 外部連結
- 青雲閣的Instagram帳戶